# Tomasz Hajto
Tomasz Nikodem Hajto (* 16. Oktober 1972 in Maków Podhalański, Polen) ist ein ehemaliger polnischer Fußballspieler und jetziger Fußballtrainer.

## Vereinskarriere

### Spieler

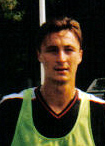
Tomasz Hajto

Hajto spielte von 1997 bis 2005 201-mal in der Fußball-Bundesliga für den MSV Duisburg, den FC Schalke 04 und den 1. FC Nürnberg, nachdem er von Górnik Zabrze in die Bundesliga gewechselt war. Mit dem MSV Duisburg erreichte er das Endspiel um den DFB-Pokal 1997/98 und mit Schalke 04 gewann er den DFB-Pokal 2000/01 und 2002.
2005 wechselte er zum FC Southampton in die zweite englische Liga. Dort konnte er sich nicht durchsetzen und wechselte in der Winterpause zu Derby County. 2006 wechselte er dann zurück in die polnische Ekstraklasa zum Łódzki KS. 2007 unterschrieb Hajto bei Górnik Zabrze; sein Vertrag wurde im Winter 2008 aufgelöst und er ging Anfang 2009 erneut zum Ligakonkurrenten Łódzki KS.
Hajto zeichnete sich als Verteidiger durch körperlichen Einsatz aus. Er bekam in der Saison 1998/99 16 Gelbe Karten gezeigt und hielt damit über 20 Jahre den Rekord für die meisten Verwarnungen in einer Bundesligasaison, ehe er in der Spielzeit 2019/20 von Klaus Gjasula abgelöst wurde. Bekannt war Hajto auch für seine weiten Einwürfe.

### Trainer
2011 wurde Hajto Spielertrainer beim unterklassigen polnischen Verein LUKS Gomunice, für den auch sein Sohn Mateusz (* 1993) spielte. Von 2012 bis 2013 war er zusammen mit Dariusz Dźwigała Trainer von Jagiellonia Białystok. Zum Saisonende 2012/13 verließ er Jagiellonia Białystok. Anfang Dezember 2014 unterschrieb Tomasz Hajto einen 3,5-Jahres-Vertrag beim polnischen Zweitligisten GKS Tychy. Hier wurde er allerdings nach nur 15 Spielen und dem Abstieg des Vereins in die Drittklassigkeit am Saisonende wieder entlassen. Seitdem ist er ohne neuen Verein.

## Nationalmannschaft
Hajto spielte zwischen 1996 und 2005 62-mal für die polnische Fußballnationalmannschaft. Mit ihr nahm er an der Fußballweltmeisterschaft 2002 in Japan und Südkorea teil.

## Erfolge
- DFB-Pokalsieger (2001 und 2002)
- WM-Teilnahme (2002)

## Privates
2023 berichtete er, dass er eine Entziehungskur wegen seines Alkoholismus gemacht habe.